# Koordinatsæt
Et koordinatsæt er et begreb indenfor matematikken som er ensbetydende med en entydig angivelse af et punkts placering i et n-dimensionelt koordinatsystem.
Et punkts placering kan angives med forskellige typer af koordinater, men indenfor hver type vil angivelsen være entydig. Normalt bruges:
- Retvinklede koordinater
- Polære koordinater

## Eksempler
Et punkt i {\displaystyle \mathbb {R} ^{2}} kunne angives ved koordinatsættet (2,2) i et ortogonalt koordinalsystem. Ofte blot kaldet koordinatsystem, da det er det første (og i mange tilfælde det eneste koordinatsystem), eleverne stifter bekendtskab med i deres gymnasiale uddannelse. Man taler populært om x- og y-aksen, mere formelt hedder det første- og anden-aksen.
Samtidig ville det tilsvarende punkt i et polært koordinatsystem være givet ved {\displaystyle (2{\sqrt {2}},\pi /4)}, hvor det første koordinat angives ved afstanden til origo, og andenkoordinaten er givet ved vinklen (som normalt og også her angivet i radianer, ikke i 360-grader-systemet) i forhold til første-aksen ('x-aksen').